# Wixia tenella
Wixia tenella är en spindelart som först beskrevs av Ludwig Carl Christian Koch 1871.  Wixia tenella ingår i släktet Wixia och familjen hjulspindlar.
Artens utbredningsområde är Queensland. Inga underarter finns listade i Catalogue of Life.